# Cheilanthes krameri
Cheilanthes krameri là một loài thực vật có mạch trong họ Adiantaceae. Loài này được Franch. & Sav. miêu tả khoa học đầu tiên năm 1879.